# Johannes Caselius
Johannes Caselius (sinonímia: Johannes Kessel, Johannes Bracht, Johannes Bractus, Johannes Chesselius), (* Gotinga, 18 de Maio de 1533 - † Helmstedt, 9 de Abril de 1613), foi humanista, jurista e filólogo alemão.  Foi também professor nas Universidades de Leipzig e Rostock  .

## Vida
Caselius era filho do superintendente Matthias Bracht von Kessel.  Depois de frequentar a escola primária em Gandersheim, Gotinga e Nordhausen, foi para a Universidade de Wittenberg em 1551, e teve aulas com Philipp Melanchthon e depois na Universidade de Leipzig, onde Joachim Camerarius, O Velho, foi seu professor.  
Depois de formado, foi para a Itália em 1560, e em 1563 foi nomeado professor de retórica da Universidade de Rostock por João Alberto I, Duque de Mecklemburgo (1525-1576).  O duque João Alberto também financiou as viagens que ele fez para a Itália entre 1560-1563 e 1565-1568.  Em 1566 recebeu o diploma de Doutor em Jurisprudência pela Universidade de Pisa.
Em 1589 Caselius deu aulas na Universidade de Helmstedt, onde ensinou retórica, filosofia e ética.  Como defensor natural das assuntos teológicos e representante dos estudos humanistas e filosóficos, Caselius teve de defender, com o apoio de Cornelius Martini (1568-1621) , os ataques dos gnésio-luteranos (luteranos radicais) liderados por Daniel Hoffmann (1538-1611). O episódio, porém, não chegou a manchar a sua fama de excelente conhecedor de literatura antiga e filologia.  Seus sonhos de um protestantismo tolerante e a sua formação humanística, foram continuados pelo seu aluno mais importante: Georgius Calixtus (1586-1656).

## Obras
- Historia nativitatis Domini, 1552
- Carmen in natalem Christi, Wittenberg 1554
- Christliche Vermanung, 1556
- Carminum Graecorum et Latinorum centuria prima, Gotinga 1608
- Oratio dominica et latine et graece reddita, Helmstedt 1610
- Carmina gnomica graeca et latina, hrsg. Heinrich Hudemann (1595-1628).  Hamburg 1624
- Opus epistolirum Js. Caselii hrsg. Justus von Dransfeld Frankfurt 1687;
- Epistola de Jo. Caselii erga bonas literas meritis ejusque lucubrationum editione, hrsg. Jakob Burckhard[11] Wolfenbüttel 1707.
- 36 Cartas (Rostock April u. Mai 1589), editadas por Johannes Claussen, Programação Escolar Altona 1900, 3 ff.;
- 39 Cartas (Rostock 1589), editadas por Johannes Claussen, Programação Escolar Altona 1904, 3 ff.
- Jugendgedichte. com seleção e introdução, editada por Friedrich Koldewey (1839-1909), Progr. Braunschweig 1901
- Paränet. Gedichte. com seleção e anotações, editada por Friedrich Koldewey, Braunschweig 1905
- Um sermão em alemão, editado por Friedrich Koldewey, in: ARG 1, 1903-04, pp 337